# Chloridops regiskongi
Chloridops regiskongi (englischer Trivialname: King Kong Grosbeak) ist eine ausgestorbene Vogelart aus der Unterfamilie der hawaiischen Kleidervögel. Sie kam auf Oʻahu vor und ist nur von subfossilem Material bekannt.

## Merkmale
Chloridops regiskongi hatte den längsten Schnabel aller bekannten samenfressenden Kleidervögel. Von anderen Arten der Gattung Chloridops unterscheidet sich der Schnabel durch seinen tieferen und schärfer zugespitzten Oberkiefer. Die Seiten des Oberkiefers sind steil ansteigend und bilden einen stumpfen Kamm, der entlang der dorsalen Mittellinie von der Spitze durch den Nasenrücken verläuft

## Verbreitung
Das subfossile Material stammt vom Barbers Point und vom ʻUlupau Head auf Oʻahu.

## Etymologie
Das Artepitheton setzt sich aus den Silben regis (lateinisch für „des Königs“) und kong für „King Kong“ zusammen. Es basiert auf dem Zeitungsartikel Harbor sites yield rare fossils des Reporters B. Benson im Honolulu Star Bulletin vom 24. Juli 1977, in dem Storrs Olson mit den Worten „a giant, gargantuan, a King Kong finch (deutsch: ein riesiger, gewaltiger, ein King-Kong-Fink)“ zitiert wurde. Olson erklärte dazu, dass er dies niemals in dieser Form erwähnt habe. Durch die Popularität des Filmaffen King Kong etablierte sich diese Benennung schließlich jedoch als Trivialname.

## Aussterben
Die Ursachen und der Zeitpunkt des Aussterbens sind unbekannt. Vermutlich starb die Art innerhalb der letzten 1500 Jahre während der polynesischen Besiedelung, aber vor der Ankunft der Europäer im 18. Jahrhundert aus.